# Hesperolinon micranthum
Hesperolinon micranthum är en linväxtart som först beskrevs av Samuel Frederick Gray, och fick sitt nu gällande namn av John Kunkel Small. Hesperolinon micranthum ingår i släktet Hesperolinon och familjen linväxter. Inga underarter finns listade i Catalogue of Life.